# Přírodovědecká fakulta Univerzity Hradec Králové
Přírodovědecká fakulta Univerzity Hradec Králové (anglický název Faculty of Science) byla založena 1. září 2010 a je nejmladší ze čtyř fakult Univerzity Hradec Králové. V současné době nabízí bakalářská, magisterská i doktorská studia v řadě oborů přírodních věd. Do funkce prvního děkana fakulty byl zvolen v roce 2011 doc. Pavel Trojovský. V současné době fakultu vede bioložka RNDr. Alena Myslivcová Fučíková, Ph.D.
Na fakultě studuje okolo 700 studentů ve všech stupních vysokoškolského studia.
Dne 24. května 2017 byla slavnostně otevřená nová budova Přírodovědecké fakulty (budova S). V objektu se nachází 24 učeben a 23 moderních laboratoří. Celková částka včetně vybavení vyšla univerzitu na cca 450 milionů korun.

## Katedry
- Katedra fyziky
  - vedoucí: doc. RNDr. Filip Studnička, Ph.D.

- Katedra biologie
  - vedoucí: RNDr. Jakub Toman, Ph.D.

- Katedra matematiky
  - vedoucí: doc. RNDr. PaedDr. Pavel Trojovský, Ph.D.

- Katedra chemie
  - vedoucí: prof. PharmDr. Kamil Musílek, Ph.D.

- Katedra aplikované kybernetiky
  - vedoucí: prof. RNDr. Štěpán Hubálovský, Ph.D.

## Studijní obory
Pozn.: Název oboru (typ studia, forma studia)
Katedra biologie
- Biologie a ekologie (bakalářský, prezenční)
- Biologie se zaměřením na vzdělávání (bakalářský, prezenční)
- Biologie a ekologie (navazující magisterský, prezenční)
  - specializace Biologie rostlin
  - specializace Biologie živočichů
  - specializace Experimentální biologie

- Učitelství biologie pro střední školy (navazující magisterský, prezenční)
- Aplikovaná biologie a ekologie (doktorské, prezenční)
- Aplikovaná biologie a ekologie (doktorské, kombinovaná)

Katedra matematiky
- Matematika se zaměřením na vzdělávání (bakalářský, prezenční)
- Učitelství matematiky pro střední školy (navazující magisterský, prezenční)

Katedra fyziky
- Fyzikálně-technická měření a výpočetní technika (bakalářský, prezenční)
- Fyzikálně-technická měření a výpočetní technika (bakalářský, kombinovaná)
- Fyzika se zaměřením na vzdělávání (bakalářský, prezenční)
- Fyzikální měření a modelování (navazující magisterský, prezenční)
- Fyzikální měření a modelování (navazující magisterský, kombinovaná)
- Učitelství fyziky pro střední školy (navazující magisterský, prezenční)
- Didaktika fyziky (doktorské, prezenční)
- Didaktika fyziky (doktorské, kombinovaná)

Katedra chemie
- Chemie se zaměřením na vzdělávání (bakalářský, prezenční)
- Chemie (bakalářský, prezenční)
  - specializace Toxikologie a analýza škodlivin
  - specializace Bioorganická chemie

- Učitelství chemie pro střední školy (navazující magisterský, prezenční)

- Chemie (navazující magisterský, prezenční)
  - specializace Toxikologie a analýza škodlivin
  - specializace Bioorganická chemie

- Toxikologie (doktorské, prezenční)
- Toxikologie (doktorské, kombinovaná)

Katedra aplikované kybernetiky
- Informatika se zaměřením na vzdělávání (bakalářský, prezenční)
- Informační a komunikační technologie ve vzdělávání (doktorské, prezenční)
- Informační a komunikační technologie ve vzdělávání (doktorské, kombinované)

Magisterské studium učitelství pro střední školy (pevné kombinace)
- Učitelství fyziky a matematiky pro střední školy (prezenční)
- Učitelství chemie a biologie pro střední školy (prezenční)
- Učitelství informatiky a fyziky pro střední školy (prezenční)
- Učitelství informatiky a matematiky pro střední školy (prezenční)
- Učitelství matematiky a chemie pro střední školy (prezenční)

## Habilitační a jmenovací řízení
Přírodovědecká fakulta UHK disponuje akreditací habilitačního řízení a řízení ke jmenování profesorem pro obory:
- Informační a komunikační technologie ve vzdělávání (řízení ke jmenování profesorem)
- Informační a komunikační technologie ve vzdělávání (habilitační řízení)
- Didaktika fyziky (habilitační řízení)